# Skały Morskie
Skały Morskie – wapienne skały w obrębie i w okolicach miejscowości Morsko w województwie śląskim, w powiecie zawierciańskim, w gminie Włodowice. Pod względem geograficznym jest to obszar Wyżyny Krakowsko-Częstochowskiej. Skały rozrzucone są w lesie na wzgórzu Łężec, oraz w mniejszych lasach i wśród pól uprawnych po południowej stronie tego wzgórza, w miejscowości Morsko. W niektórych opracowaniach ujmowane są razem ze Skałami Podlesickimi w jedną grupę Skał Podlesickich.
Na jednej z największych skał pod szczytem wzgórza Łężec znajdują się ruiny zamku Bąkowiec, znanego jako „Zamek w Morsku”. Niektóre skały na wzgórzu Łężec są obiektem wspinaczki skalnej, wspinacze poprowadzili na nich drogi wspinaczkowe o zróżnicowanym stopniu trudności. Oprócz większych skał, którym nadano nazwy własne, są liczne mniejsze i bezimienne skałki tworzące Mur Łężycki. Znajdują się w nim Jaskinia w Dziadowej Skale i Schronisko w Dziadowej Skale.
Skały Morskie wchodzą w skład Specjalnego Obszaru Ochrony Siedlisk systemu Natura 2000 pod nazwą Ostoja Kroczycka. W lasach i na łąkach rośnie wiele rzadkich gatunków roślin, m.in. storczykowatych, na skałach cenne przyrodniczo murawy kserotermiczne i bogata roślinność ciepłolubna.
Przez wzgórze ze Skałami Morskimi biegną dwa główne piesze, znakowane szlaki turystyczne Wyżyny Krakowsko-Częstochowskiej: Szlak Orlich Gniazd i Szlak Warowni Jurajskich, a także inne szlaki turystyki pieszej, rowerowej i narciarskiej.

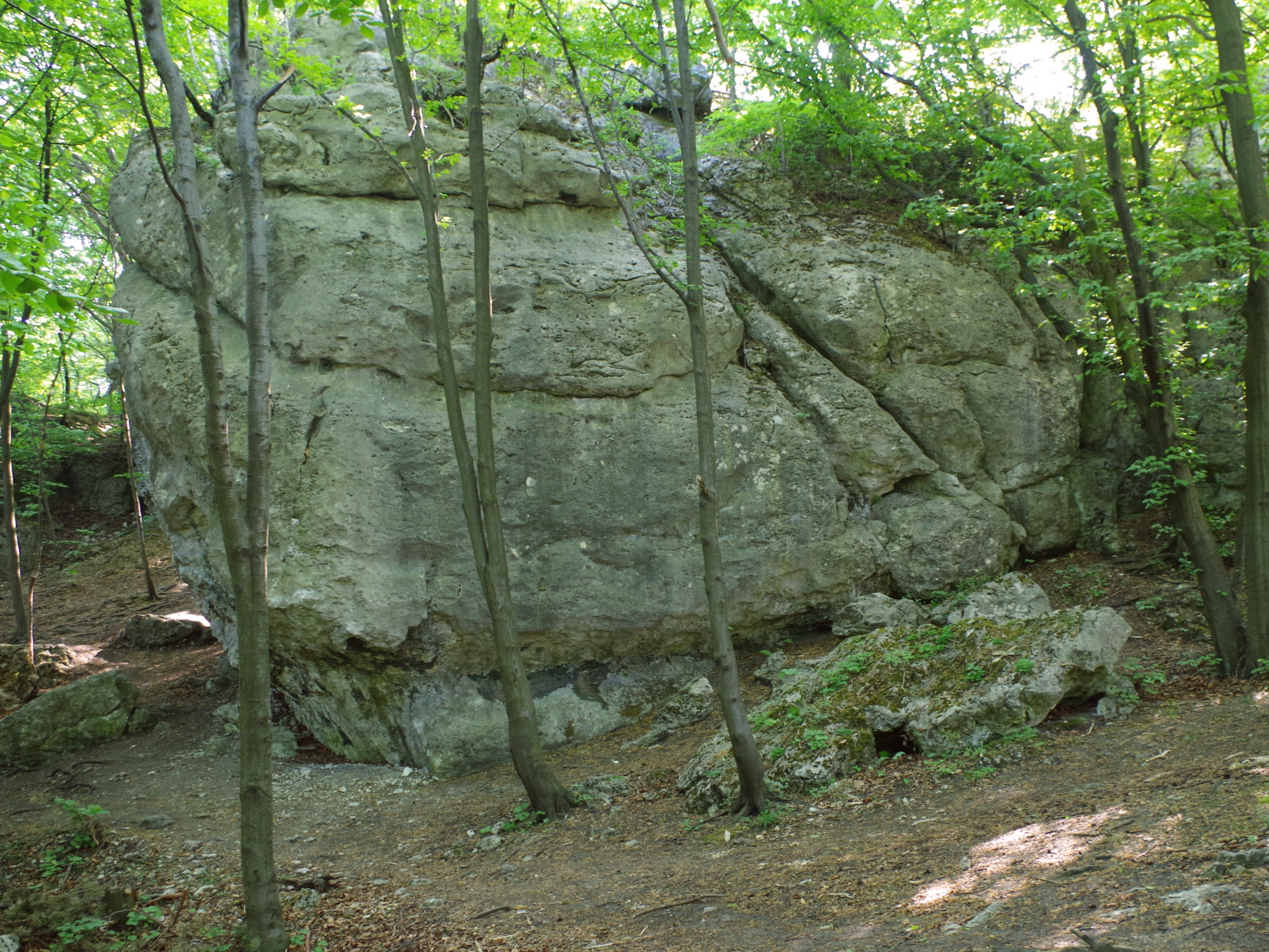
Skała przy Zamku
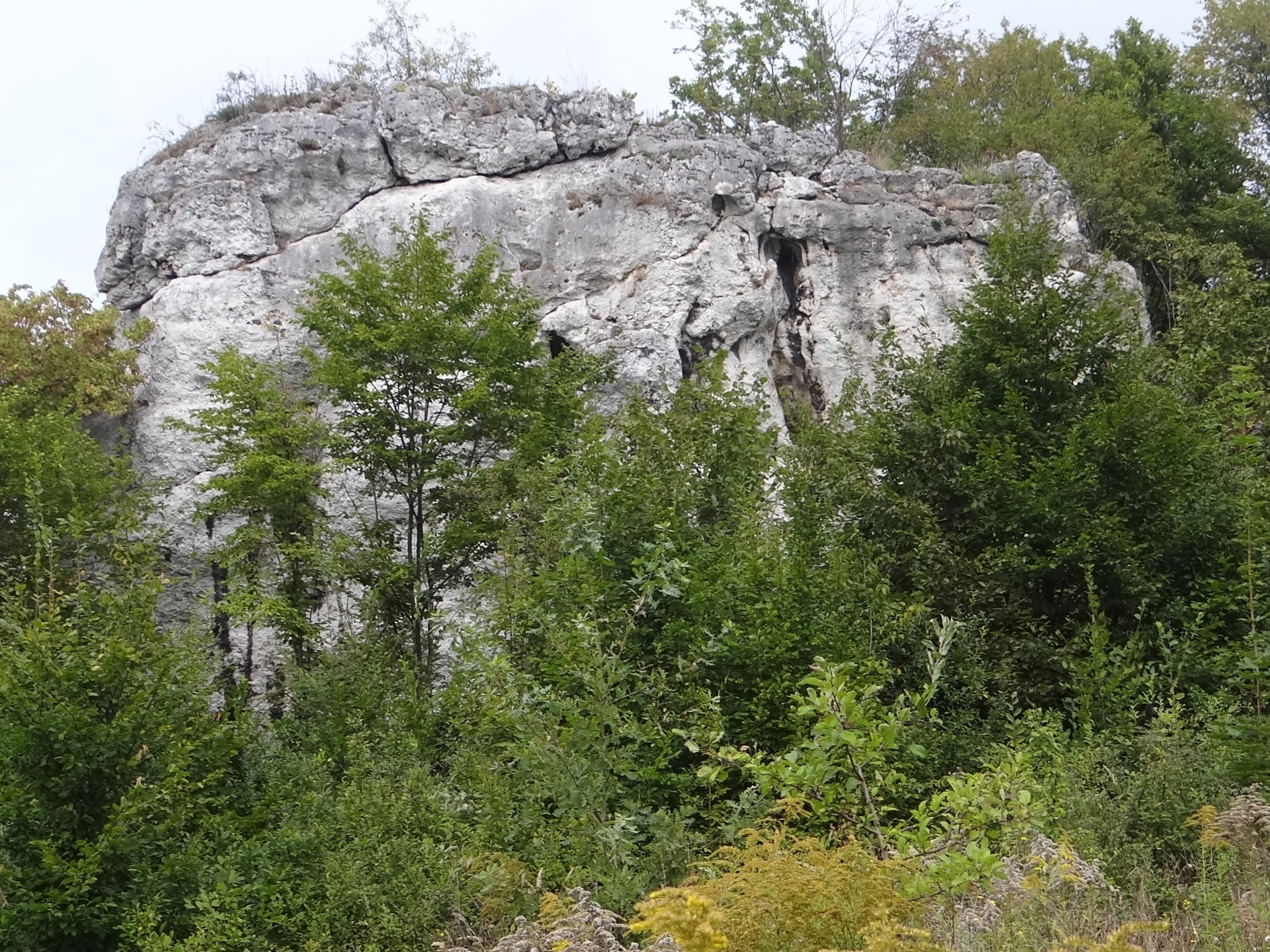
Hyla
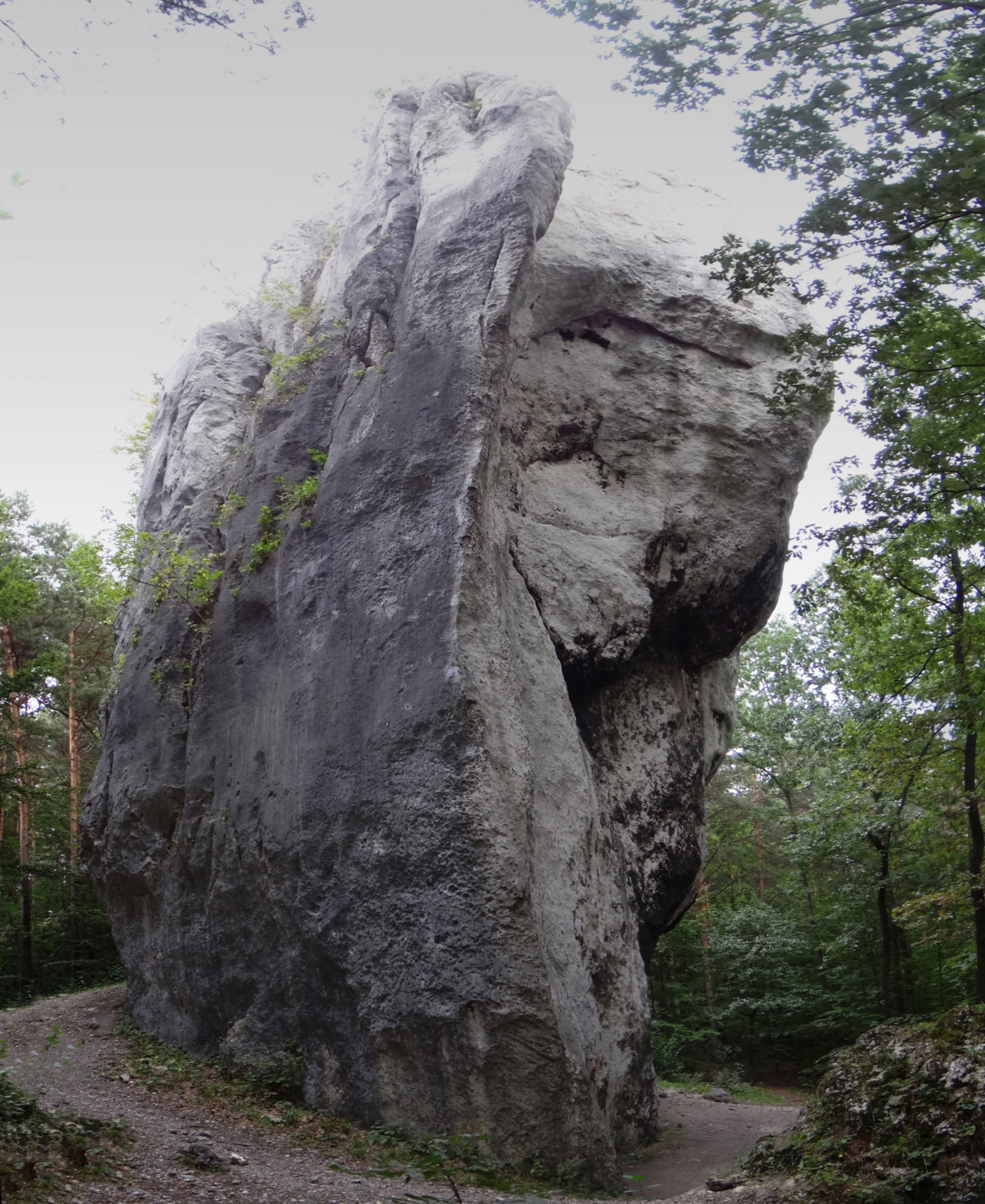
Popielarka
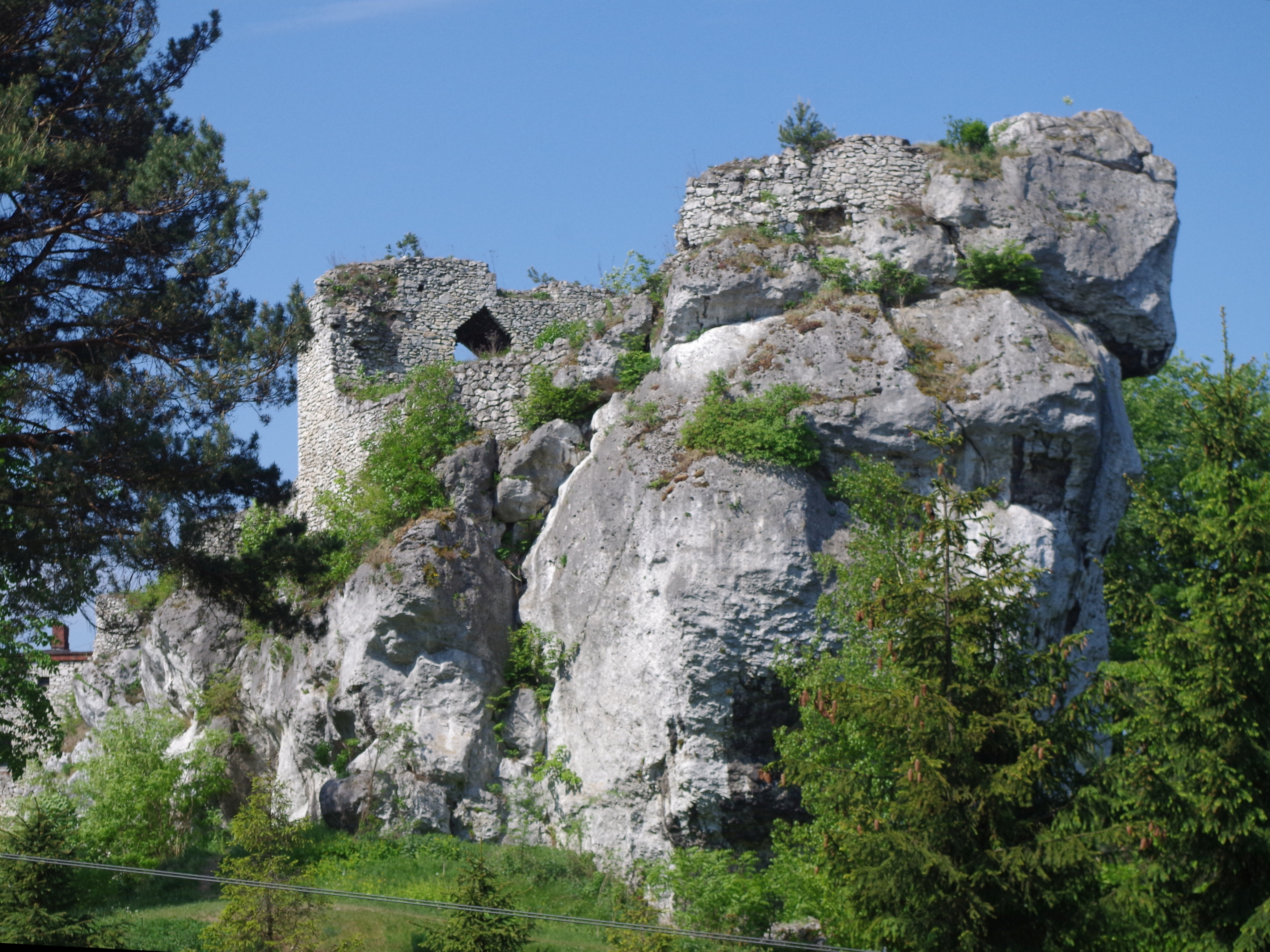
Tygrys z Zamkiem w Morsku
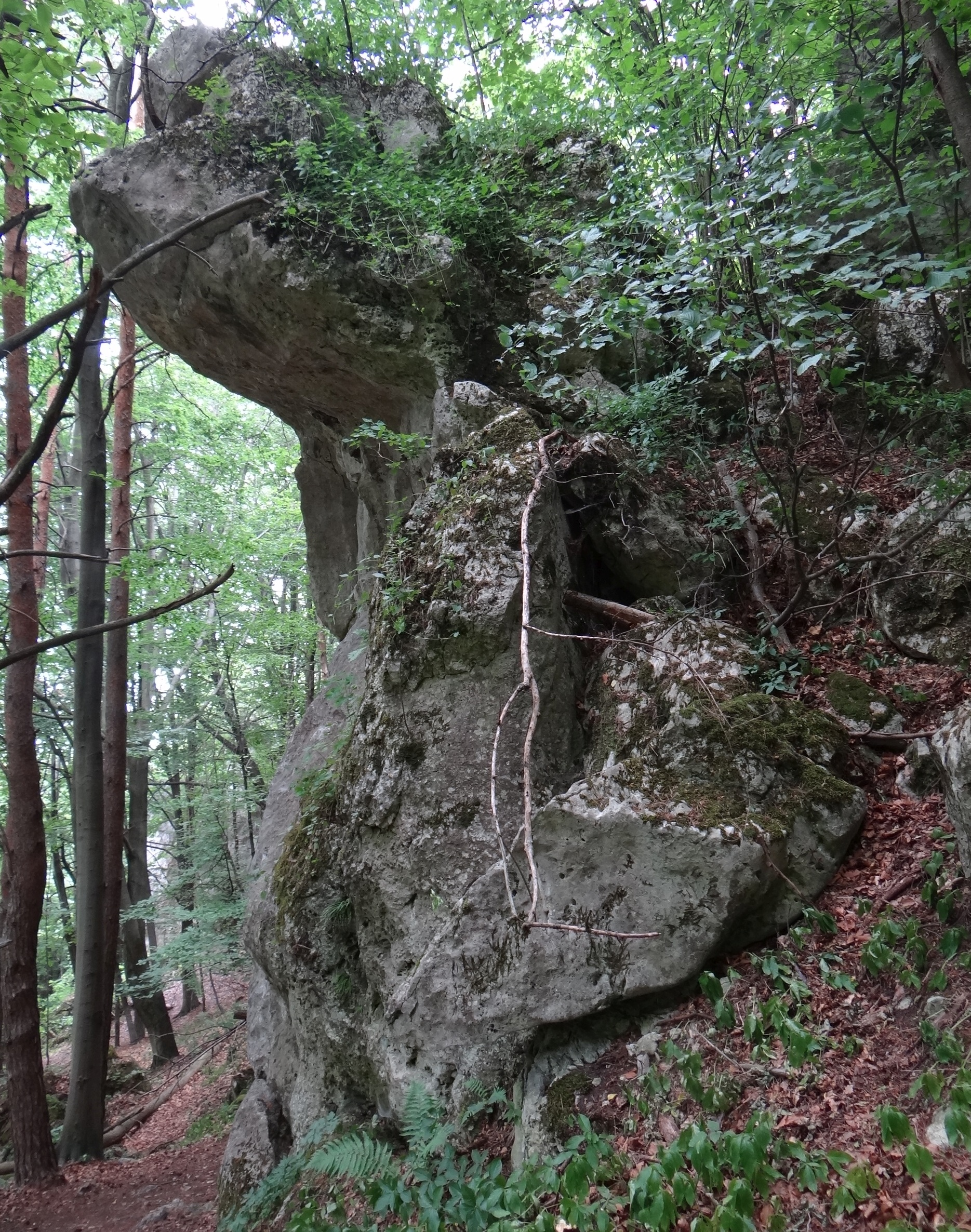
Ropusza
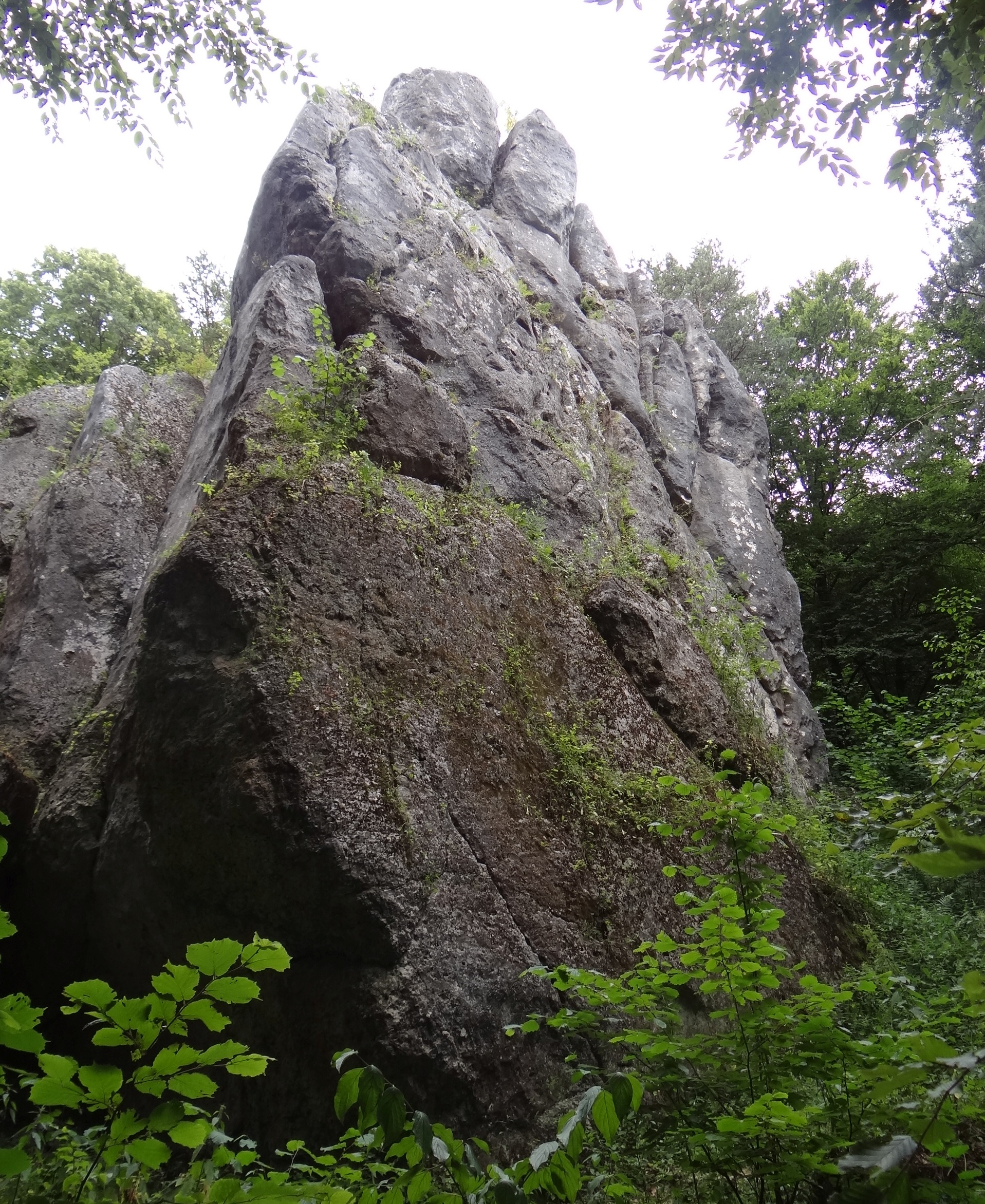
Słupkowa
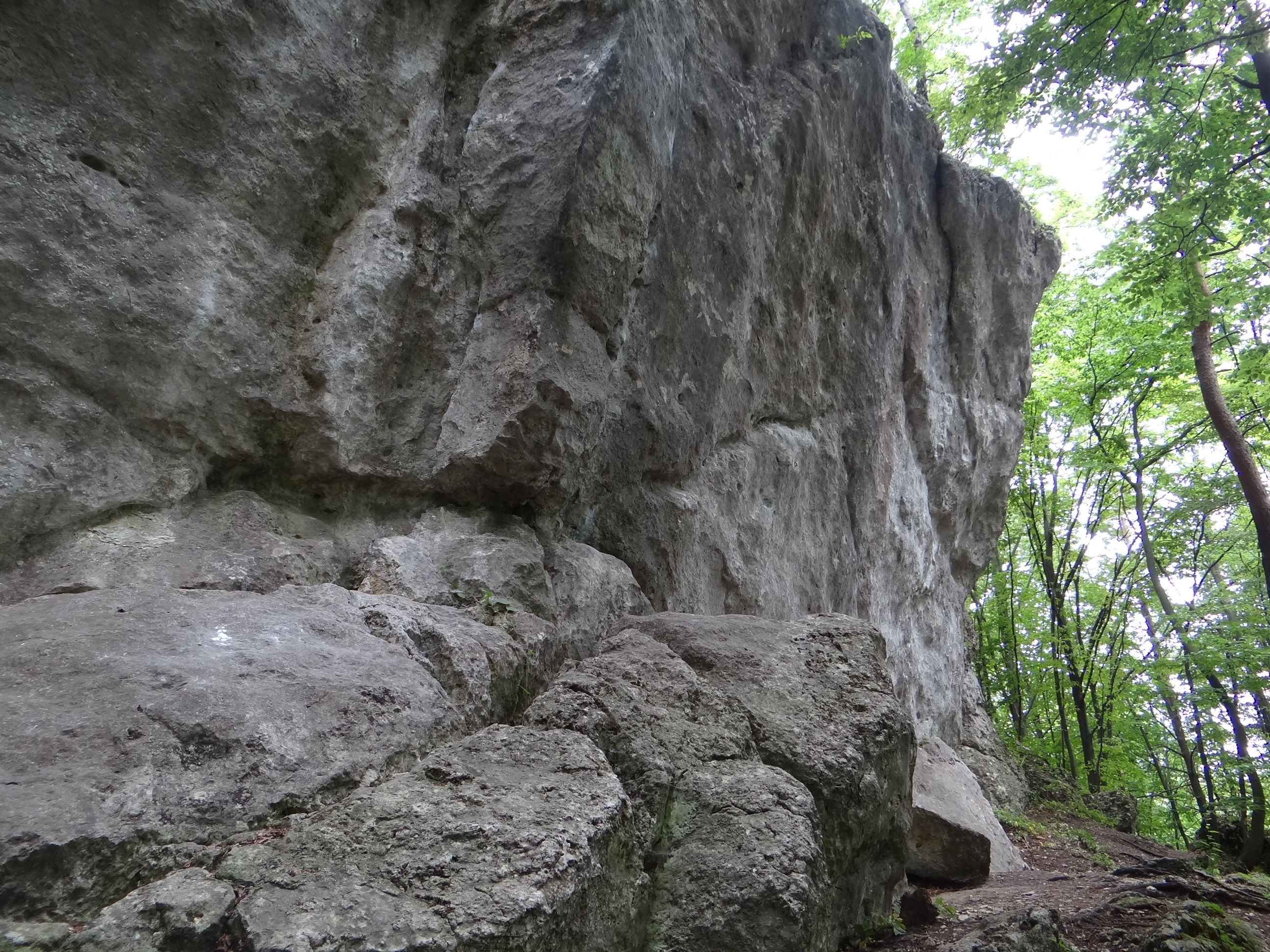
Heavy Metal